# 塔塔尔普尔拉卢
塔塔尔普尔拉卢（Tatarpur Lallu），是印度北方邦Bijnor县的一个城镇。总人口5967（2001年）。

## 人口
该地2001年总人口5967人，其中男性3196人，女性2771人；0—6岁人口849人，其中男428人，女421人；识字率70.79%，其中男性为77.47%，女性为63.08%。